# Haus Verken

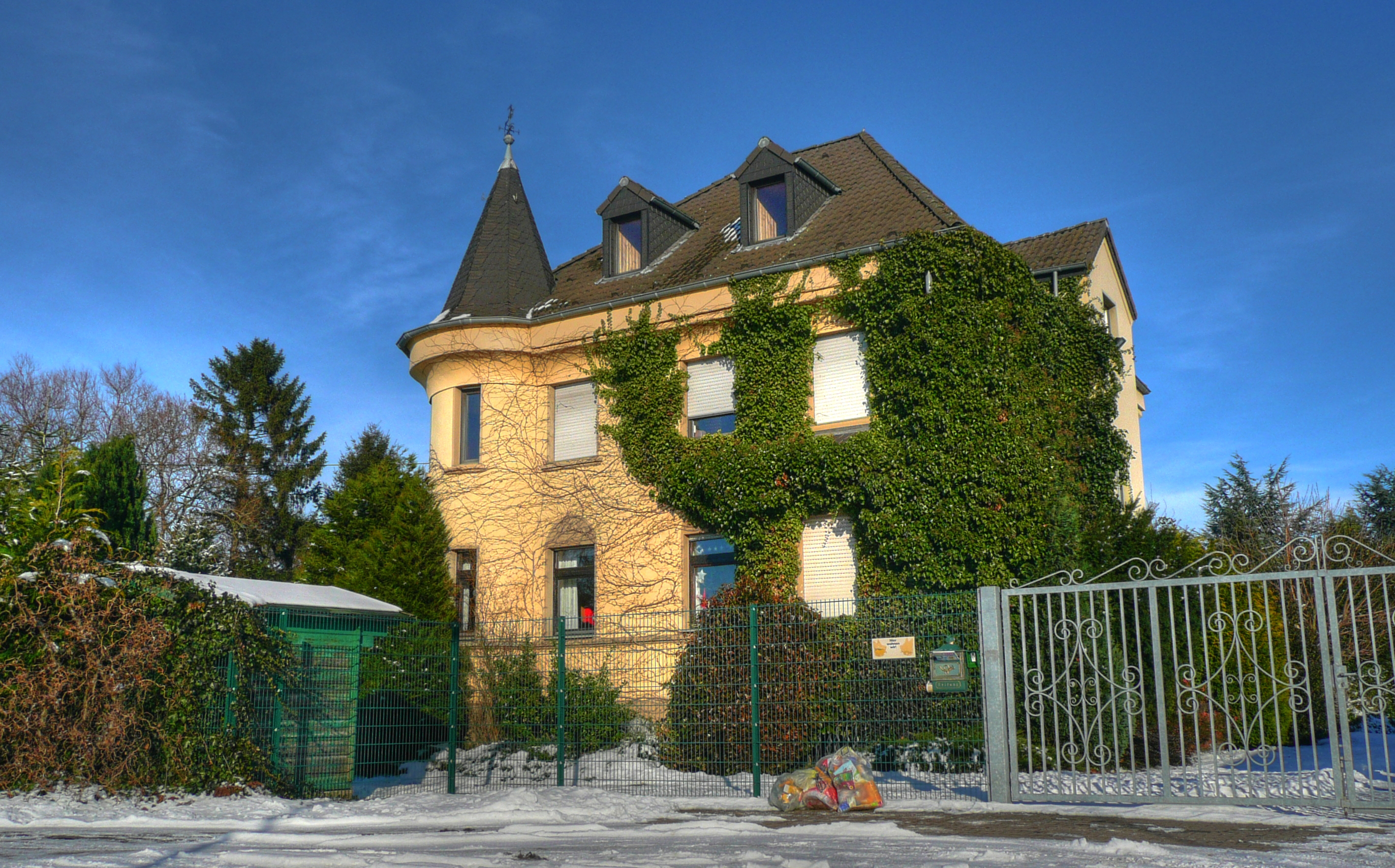
Haus Verken, 2009

Haus Verken war ein Herrensitz bei Pier, einem ehemaligen Ortsteil der Gemeinde Inden im Kreis Düren  in Nordrhein-Westfalen.
Haus Verken war unter Nr. 31 in die Denkmalliste der Gemeinde Inden eingetragen.

## Lage
Haus Verken lag zwischen Pommenich und Vilvenich an der L 257. Direkt hinter Haus Verken verlief bis zum 21. Januar 2013 der Schlichbach, welcher jedoch wegen des Tagebaus verlegt werden musste.

## Geschichte
Das Haus Verken wurde um die Jahrhundertwende erbaut. Zu ihm gehörte auch eine Gärtnerei. Bevor Haus Verken abgerissen wurde, war es mehrere Jahre lang unbewohnt. Es musste dem Tagebau Inden weichen.